# Waterval (single)
Waterval is de eerste single en tevens titeltrack van het twintigste album Waterval van de meidengroep K3. De in november 2021 uitgebrachte single was de eerste in de samenstelling van Hanne Verbruggen, Marthe De Pillecyn en Julia Boschman nadat zij waren uitverkozen tijdens het televisieprogramma K2 zoekt K3.
Waterval werd tevens onderdeel van Just Dance 2022.

## Achtergrond
Het nummer was voor het eerst, weliswaar deels, te horen in de eerste bootcamp-aflevering van "K2 zoekt K3". De 15 kandidaten die door de audities waren gekomen, kregen de opdracht om binnen een uur het nummer te leren en solo met dansje naar voor te brengen, waarna er 12 kandidaten werden gekozen die doorgingen. Het nummer was ook in een versnelde versie als intro van het programma te horen. De eerste keer dat het nummer in z'n geheel was te horen, was tijdens de finale van K2 zoekt K3. Het nummer werd tweemaal gebracht: eenmaal in een mix van Lennert Wolfs met de twee topfinalisten, en dan ook nog eens helemaal op het einde na de bekendmaking van het nieuwe K3-lid.
De single zelf kwam binnen op plaats 12 in de Ultratop 50 Vlaanderen, en werd na het uitbrengen van het album uitgeroepen tot de vierde nummer 1-hit van K3.

## Videoclip
De videoclip kwam een week na de finale uit en had na enkele weken al meer dan twee miljoen views. 

## Hitnotering

### NederlandseSingle Top 100
| Positie: | 89 | uit |

### Ultratop 50 Vlaanderen
| Hitnotering: 04-12-2021 t/m 05-03-2022 | Hitnotering: 04-12-2021 t/m 05-03-2022 | Hitnotering: 04-12-2021 t/m 05-03-2022 | Hitnotering: 04-12-2021 t/m 05-03-2022 | Hitnotering: 04-12-2021 t/m 05-03-2022 | Hitnotering: 04-12-2021 t/m 05-03-2022 | Hitnotering: 04-12-2021 t/m 05-03-2022 | Hitnotering: 04-12-2021 t/m 05-03-2022 | Hitnotering: 04-12-2021 t/m 05-03-2022 | Hitnotering: 04-12-2021 t/m 05-03-2022 | Hitnotering: 04-12-2021 t/m 05-03-2022 | Hitnotering: 04-12-2021 t/m 05-03-2022 | Hitnotering: 04-12-2021 t/m 05-03-2022 | Hitnotering: 04-12-2021 t/m 05-03-2022 | Hitnotering: 04-12-2021 t/m 05-03-2022 | Hitnotering: 04-12-2021 t/m 05-03-2022 |
| Week:                                  | 1                                      | 2                                      | 3                                      | 4                                      | 5                                      | 6                                      | 7                                      | 8                                      | 9                                      | 10                                     | 11                                     | 12                                     | 13                                     | 14                                     |                                        |
| -------------------------------------- | -------------------------------------- | -------------------------------------- | -------------------------------------- | -------------------------------------- | -------------------------------------- | -------------------------------------- | -------------------------------------- | -------------------------------------- | -------------------------------------- | -------------------------------------- | -------------------------------------- | -------------------------------------- | -------------------------------------- | -------------------------------------- | -------------------------------------- |
| Positie:                               | 14                                     | 2                                      | 7                                      | 1                                      | 2                                      | 14                                     | 21                                     | 25                                     | 31                                     | 28                                     | 36                                     | 36                                     | 47                                     | 42                                     | uit                                    |